# Wilsonville pályaudvar
A Wilsonville pályaudvar autóbusz-állomás és a Westside Express Service helyiérdekű vasútvonal déli végállomása az Oregon állambeli Wilsonville-ben. A megállóhoz tartozik egy 400 helyes P+R parkoló.
A 2009 januárjában megnyílt létesítményt a wilsonville-i önkormányzat üzemelteti.

## Történet
A HÉV-vonal tervei egészen 1996-ig visszanyúlnak. A közlekedési hatóság 2001-ben vette fel a projektet a tervek közé, az építési engedélyt pedig 2004-ben adta meg. A tényleges munkálatok 2006 októberében kezdődtek. A vasútállomást eredetileg a Boberg Road mentén építették volna meg, de a Villebois munkatársainak javaslatára végül a Barber Streetre került.
2007. március 2-án volt az alapkőletétel a TriMet, Oregon és Wilsonville vezetőinek (többek között Jerry Krummel korábbi polgármester és szenátor, a projekt egyik kezdeményezője) jelenlétében. 2008. szeptember 3-án a megállókban műalkotásokat helyeztek el. A megállóhely és a vonal átadása késett; erre 2008 szeptembere  helyett 2009. február 2-án került sor.

## Leírás
A vonatok a Portland & Western Railroad tehervonatok által is használt pályáján haladnak. A pályaudvar a Barber Streeten, az Interstate 5 nyugati oldalán helyezkedik el. A vasúti megálló csak hétköznap, a reggeli- és délutáni csúcsidőben üzemel.
A létesítményt a Stacy and Witbeck építette. A vasútállomás perontetője 12 méter hosszú. A buszoknak 12 kocsiállás és egy 1600 m²-es garázs. A jövőben a busztársaság irodáit, kávézót, éttermet, nyilvános toaletteket és játszóteret kívánnak idetelepíteni.
A megállóban telepítettek még szélvédő üveget, műalkotásokat, illetve létrehoztak egy térkövekkel borított, fás teret. A peronon elhelyezték Frank Boyden és Brad Rude interaktív szobrát, ami egy acélból és bronzból készült műalkotás, kék színezéssel. Az alkotás U-alakja a vonatokra, a bronz fejek pedig az utasokra emlékeztetnek. A rozsdamentes acéltalpra helyezett vonat a talpán épített vágányon közlekedik, tetején pedig egy állatfigura van. A modellvonat üvegei erezett mintázatúak.
A déli, wilsonville-i végállomáson 400 jármű parkolhat. A város helyi közlekedést biztosító cége (South Metro Area Regional Transit) 2009 januárjában saját állomást nyitott SMART Central néven. A HÉV-végállomást buszjáratok kötik össze a város többi részével. A SMART és Salem-Keizer Transit (Cherriots) vállalatok a vasútvonal és a főváros, Salem között expresszjáratokat üzemeltetnek. A délkeletre található Canby saját cége (Canby Area Transit) is buszokat járat városuk és a végállomás között, valamint a kapacitások tervezésében Aurora, Donald, Lake Oswego és Woodburn lakosait is a várhatóan itt felszállók közé számolták. A parkolót elsősorban a HÉV-állomás és a busz-pályaudvar összekötése céljából hozták létre. Az első öt évben a helyi önkormányzat évi 300 ezer dollárral járul hozzá a vonal működtetésének költségeihez.

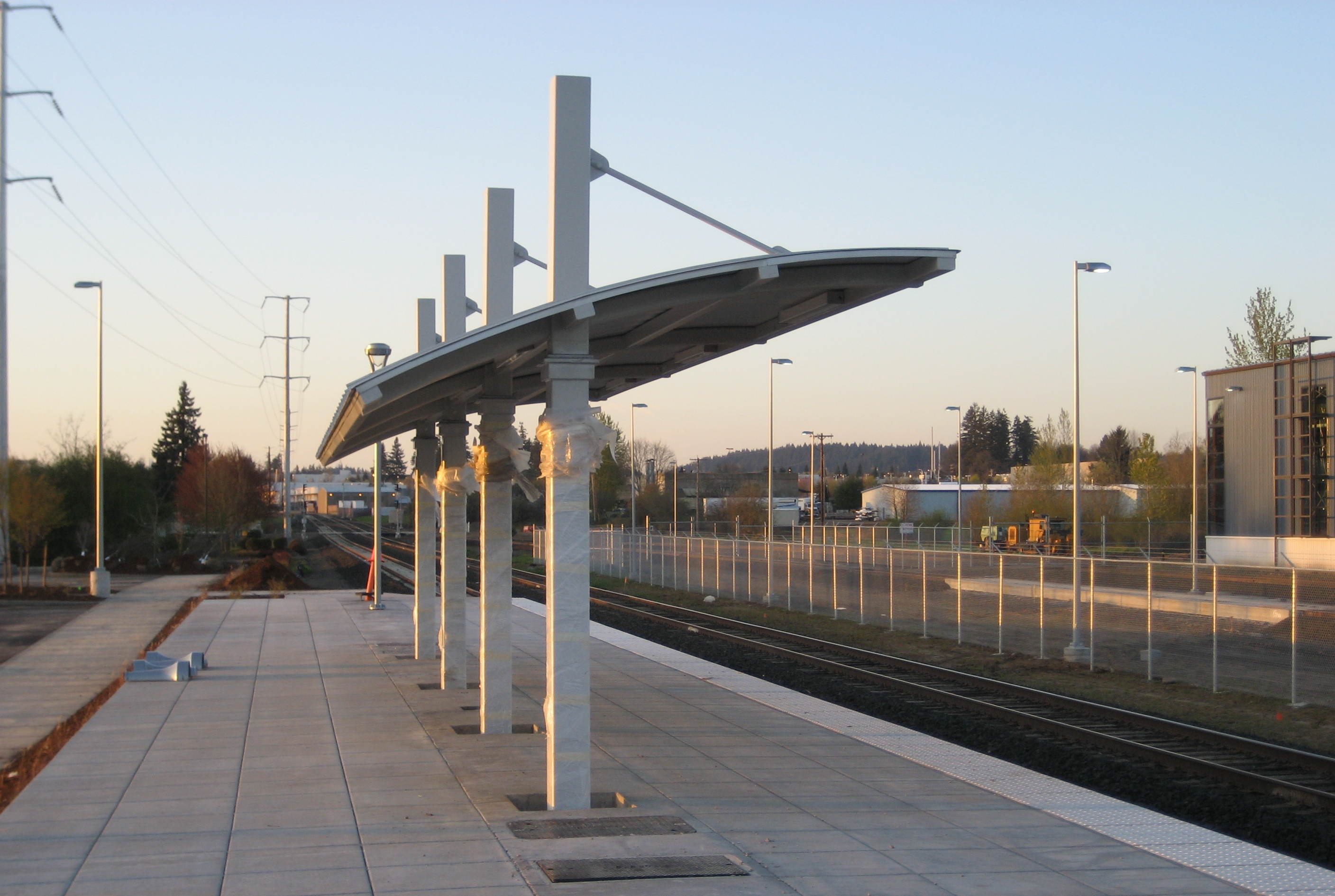
A WES peronja 2008-ban, még építés alatt
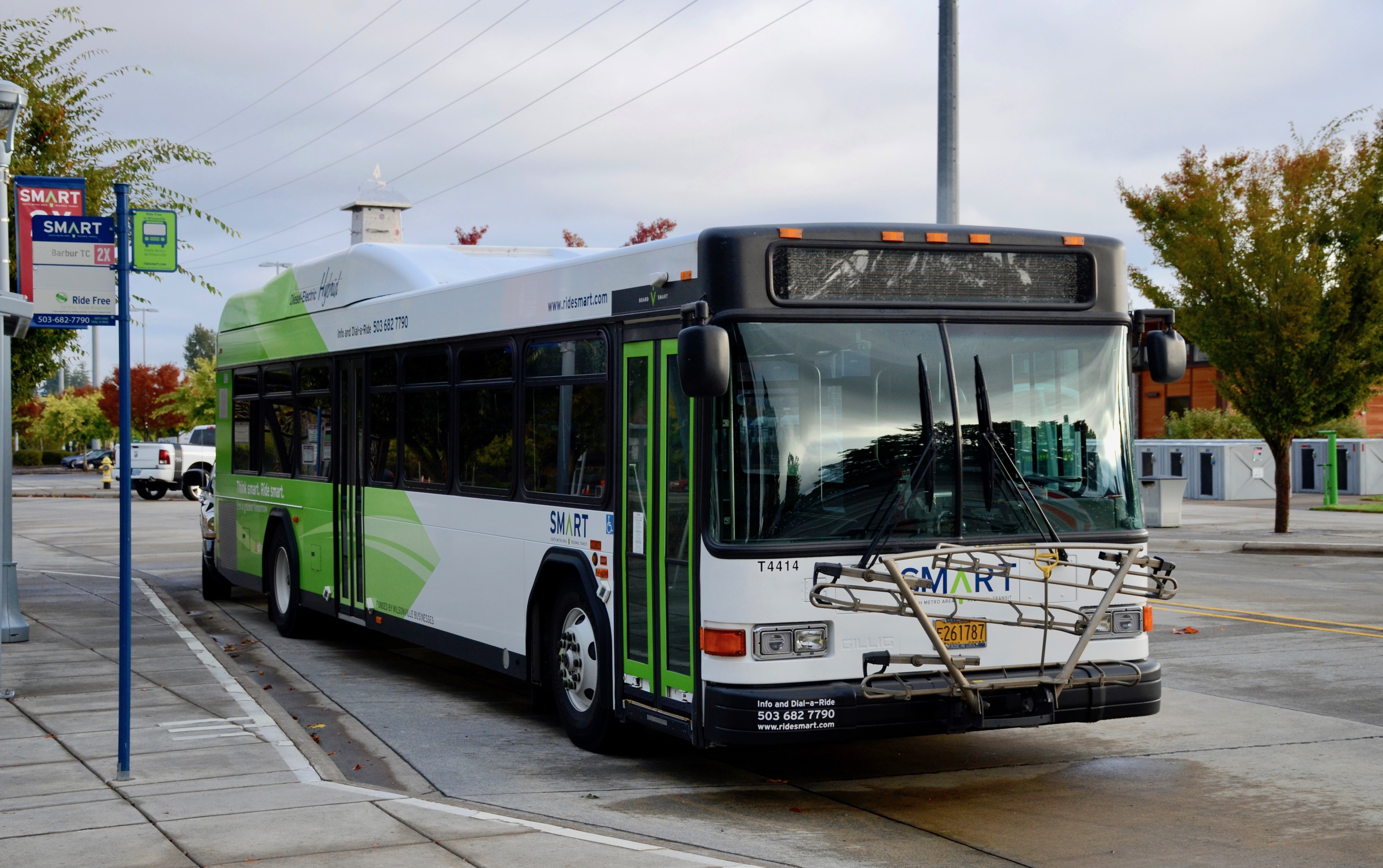
A SMART Gillig hibridbusza

| Előző állomás |  | Westside Express Service |  | Következő állomás                        |
| ------------- |  | ------------------------ |  | ---------------------------------------- |
| végállomás    |  | Westside Express Service |  | Tualatintovább Beaverton pályaudvar felé |

## Fordítás
- Ez a szócikk részben vagy egészben  a   Wilsonville Station című angol Wikipédia-szócikk ezen változatának fordításán alapul.  Az eredeti cikk szerkesztőit annak laptörténete sorolja fel. Ez a jelzés csupán a megfogalmazás eredetét és a szerzői jogokat jelzi, nem szolgál a cikkben szereplő információk forrásmegjelöléseként.